# Madonna i Dzieciątko z gruszką
Madonna z Dzieciątkiem i gruszką (niem. Maria mit dem Kind mit der Birnenschnitte) – obraz olejny Albrechta Dürera namalowany w roku 1512. Znajduje się w Muzeum Historii Sztuki w Wiedniu.

## Opis obrazu
Na obrazie ukazana w popiersiu Maryja, trzymająca nagie Dzieciątko Jezus przedstawione w całej postaci. Artysta w sposób subtelny ukazał młodość na twarzy Marii oraz delikatne i pulchne ciało Dzieciątka. Przedstawienie to charakteryzuje się intymnością i kameralnością, wynikającymi z głębokiej relacji uczuciowej pomiędzy Matką Bożą i Zbawicielem. Wnikliwe, stałe i pełne czułości spojrzenie Madonny w stronę Dzieciątka nie wyraża wyłącznie opiekuńczego caritas, ale relacja ta ma związek także z adoracją Dzieciątka. Spokojnej kontemplacji służy czarne, neutralne tło, delikatny koloryt oscylujący wokół barw cielistych i złocistych (welon Marii), skontrastowanych z intensywnym błękitem szaty Marii i delikatną niebieskawą bielą chusty.
Dzieciątko w lewej ręce trzyma przekrojony w poprzek owoc, który historycy sztuki uznają za tytułową gruszkę. Atrybut ten często pojawiał się na renesansowych obrazach włoskich, zwłaszcza weneckich, przedstawiających podobne sceny z Maryją i Dzieciątkiem. Słodycz gruszki miała przywodzić na myśl słodycz uczucia ich łączącego, która wedle świętego Bonawentury, zakonnika reguły świętego Franciszka, jest darem Bożej Mądrości. Dürer, zainspirowany dziełami poznanymi podczas dwóch podróży do włoskiego Veneto, zdecydował się umieścić w swym obrazie ten owoc.
Dzieło miało skłonić odbiorcę również do innych refleksji, nawiązujących do tajemnicy Eucharystii i zapowiedzi męczeńskiej i zbawczej śmierci Jezusa. Chustka, przez którą Matka Boża trzyma Jezusa, ma oznaczać korporał, a więc i całun, jakim było owinięte ciało Zbawiciela po śmierci krzyżowej. Dowodem na taką interpretację ma być drobna rana z prawej strony brzucha Dzieciątka, jaką Dürer namalował tuż powyżej ręki Madonny podtrzymującej Syna Bożego. Jest to aluzja odnosząca się do przebicia włócznią boku Chrystusa wiszącego na krzyżu, a także do Krwi Pańskiej, będącej dopełnieniem Eucharystii.
Od strony stylistycznej przeważają formy renesansowe, które norymberski artysta poznał podczas pobytów w Wenecji. Natomiast kompozycja i rozmiary obrazu mają charakter gotycki. Dynamiczne upozowanie Jezusa znane było po obu stronach Alp. Od strony funkcji dzieło to przeznaczone było do prywatnej dewocji opartej na kameralnej relacji modlącego ze świętym wizerunkiem.